# Tina Punzel
Tina Punzel (n. 1 august 1995, Dresda, Germania) este o săritoare în apă ce a reprezentat Germania, medaliată olimpică. A participat la 2 ediții ale Jocurilor Olimpice (2016, 2020) în care a câștigat o medalie de bronz.